# Зенслердойч
Зе́нслердойч (самоназв. Seislertütsch [z̥ɛjz̥lərtytʃ], нем. Senslerdeutsch) — диалект немецкого языка, один из швейцарских диалектов (горно)алеманнского ареала. Имеет хождение в швейцарском кантоне Фрибур.
Диалект употребляется преимущественно во фрибурских округах Зенсе и Зее, а также в городе Фрибур. Общее число носителей диалекта приблизительно составляет 30 000 человек. Название «фрибурдойч», которое употребляют в отношении диалекта, ошибочно с диалектологической точки зрения, так как диалект занимает только часть кантона Фрибур. Частично в кантоне распространён берндойч. В 2000 году Кристианом Шмутцем и Вальтером Хаасом был издан словарь диалекта — «Senslerdeutsch-Hochdeutsches Wörterbuch».